# Primera B 1956
Het seizoen 1956 van de Primera B was het vijftiende seizoen van deze Uruguayaanse voetbalcompetitie op het tweede niveau.

## Teams
Er namen acht ploegen deel aan de Primera B in dit seizoen. CA River Plate was vorig seizoen vanuit de Primera División gedegradeerd, zes ploegen handhaafden zich op dit niveau en Uruguay Montevideo FC promoveerde vanuit de Divisional Intermedia.
Zij kwamen in plaats van het gepromoveerde Racing Club de Montevideo en het gedegradeerde CA Progreso.
| Club                        | Stad       | Stadion                              | Vorig seizoen |
| --------------------------- | ---------- | ------------------------------------ | ------------- |
| CA Bella Vista              | Montevideo | Parque José Nasazzi                  | 4e            |
| Club Canillitas del Uruguay | Montevideo | Onbekend                             | 7e            |
| Central FC                  | Montevideo | Estadio Parque Palermo               | 3e            |
| Colón FC                    | Montevideo | Estadio Parque Dr. Carlos Suero      | 5e            |
| CA Fénix                    | Montevideo | Estadio Parque Capurro               | 2e            |
| CS Miramar                  | Montevideo | Blengio Salvio                       | 6e            |
| CA River Plate              | Montevideo | Estadio Parque Federico Omar Saroldi | 10e (1ª)      |
| Uruguay Montevideo FC       | Montevideo | Parque Troppiano                     | 1e (Int.)     |

## Competitie-opzet
Alle ploegen speelden driemaal tegen elkaar. De kampioen promoveerde naar de Primera División. De ploeg die over de laatste twee seizoenen de slechtste resultaten had behaald degradeerde naar de Divisional Intermedia.
Degradant CA River Plate en CA Fénix - de nummer twee van vorig jaar - wonnen in de eerste twee speelrondes, maar lieten daarna meermaals punten liggen. Na vijf speelrondes was CS Miramar als enige nog ongeslagen en zij deelden op dat moment de leiding met Fénix, maar beide ploegen verloren hun zesde wedstrijd, waardoor de leiding weer naar River Plate ging. Na een derde van de competitie waren er uiteindelijk drie koplopers met elk 9 punten: Central FC, Fénix en River Plate. De rode lantaarn was voor Club Canillitas del Uruguay, dat nog maar één keer had gewonnen.
Fénix was de enige ploeg die won in de achtste en negende speelronde en zij bleven daardoor dus over als koploper. Met vervolgens overwinningen op CA Bella Vista en River Plate verstevigde Fénix de koppositie. Onderaan het klassement was de laatste plaats overgegaan van Canillitas naar Colón FC.
Koploper Fénix bleef in het middelste deel van het seizoen ongeslagen en had met nog zeven duels te spelen een marge van drie punten op River Plate en vier punten op Central. De laatste plaats werd gedeeld door Bella Vista, Colón en promovendus Uruguay Montevideo FC.
Na elf speelrondes op rij ongeslagen te zijn geweest verloor Fénix in de achttiende speelronde van River Plate. Omdat die ploeg enkele duels daarvoor al punten had laten liggen bleef de voorsprong van Fénix op zowel Central als River Plate vrij comfortabel. Twee speelrondes later verloor Fénix eveneens van Central, maar desondanks was de voorsprong genoeg om in de laatste speelronde tegen Canillitas de titel veilig te stellen. Het was voor het eerst dat de Albivioletas zich de beste ploeg van het tweede niveau mochten noemen. Hierdoor keerden ze na ruim drie decennia afwezigheid weer terug naar de Primera División. Het was van het afgebroken seizoen 1925 geleden dat Fénix in de hoogste klasse had gespeeld.
Voor het juist gepromoveerde Uruguay Montevideo liep het slechter af: zij verloren zes van de laatste zeven wedstrijden. Mede daardoor zakten ze na een enkel seizoen in de Primera B alweer af naar de derde divisie.

### Eindstand
|    | Club                        | Sp. | W  | G | V  | Pnt. | DV | DT | DS  |
| -- | --------------------------- | --- | -- | - | -- | ---- | -- | -- | --- |
| 1. | CA Fénix                    | 21  | 14 | 3 | 4  | 31   | 38 | 20 | +18 |
| 2. | Central FC                  | 21  | 13 | 3 | 5  | 29   | 33 | 19 | +14 |
| 3. | CA River Plate              | 21  | 10 | 4 | 7  | 24   | 36 | 30 | +6  |
| 4. | Club Canillitas del Uruguay | 21  | 10 | 3 | 8  | 23   | 24 | 25 | –1  |
| 5. | CA Bella Vista              | 21  | 6  | 5 | 10 | 17   | 25 | 38 | –13 |
| 6. | Colón FC                    | 21  | 4  | 8 | 9  | 16   | 25 | 30 | –5  |
| 7. | CS Miramar                  | 21  | 4  | 8 | 9  | 16   | 31 | 39 | –8  |
| 8. | Uruguay Montevideo FC       | 21  | 5  | 2 | 14 | 12   | 27 | 38 | –11 |

### Legenda
| Kleur | Kwalificatie voor                   |
| ----- | ----------------------------------- |
|       | Promotie naar Primera División 1957 |

| Winnaar Primera B 1956 |
| ---------------------- |
| CA Fénix 1e titel      |

### Degradatie
Een ploeg degradeerde naar de Divisional Intermedia; dit was de ploeg die over de laatste twee jaar het minste punten had verzameld in de competitie (42 wedstrijden). Aangezien CA River Plate (gedegradeerd uit het hoogste niveau) en Uruguay Montevideo FC (gepromoveerd vanuit het derde niveau) vorig seizoen nog niet in de Primera B speelden, telden hun behaalde punten in dit seizoen dubbel.
|    | Club                        | Sp. | 1955 | 1956 | Tot. |
| -- | --------------------------- | --- | ---- | ---- | ---- |
| 1. | CA Fénix                    | 42  | 23   | 31   | 54   |
| 2. | Central FC                  | 42  | 23   | 29   | 52   |
| 3. | CA River Plate              | 21  | –    | 24   | 48   |
| 4. | Club Canillitas del Uruguay | 42  | 17   | 23   | 40   |
| 5. | CA Bella Vista              | 42  | 21   | 17   | 38   |
| 6. | Colón FC                    | 42  | 19   | 16   | 35   |
| 7. | CS Miramar                  | 42  | 19   | 16   | 35   |
| 8. | Uruguay Montevideo FC       | 21  | –    | 12   | 24   |

### Legenda
| Kleur | Degradatie naar            |
| ----- | -------------------------- |
|       | Divisional Intermedia 1957 |

## Topscorers
P. Santos van Central FC scoorde tienmaal en werd daarmee topscorer van de competitie.
| №  | Speler    | Club(s)    | Goals |
| -- | --------- | ---------- | ----- |
| 1. | P. Santos | Central FC | 10    |